# Doppelschwänze
Die Doppelschwänze (Diplura) sind eine Ordnung der Sechsfüßer. Von den mehr als 800 bekannten Arten der Gruppe sind über 50 auch in Mitteleuropa verbreitet und 26 in Deutschland. Die meisten Arten werden 2 bis 5 mm lang, die australische Art Heterojapyx gallardi erreicht eine Gesamtlänge von fast 58 mm.
Die Hauptverbreitung haben die Doppelschwänze in den Tropen und Subtropen.
Doppelschwänze leben im Boden sowie unter Steinen, Laub oder Rindenstücken. Einige Arten sind auch im Moos zu finden, andere sind Höhlentiere. Allgemein sind sie feuchtliebend und lichtscheu. Die Angehörigen der Japygidae jagen Springschwänze und leben entsprechend räuberisch, andere Arten innerhalb der Doppelschwänze ernähren sich von organischem Material im Boden oder von Pilzfäden.

## Anatomie der Doppelschwänze
Der Körper der Doppelschwänze besteht aus mehr oder weniger gleichartigen Segmenten, wobei die ersten drei Segmente nach dem Kopf (Thorax) wie bei allen Sechsfüßern Laufbeine tragen. Die Antennen der Tiere sind vielgliedrig und bestehen aus Gliedern, die alle mit Muskeln versehen sind (Gliederantenne). Augen fehlen den Doppelschwänzen vollständig. Die Mundwerkzeuge befinden sich in einer taschenartigen (entognathen) Struktur des Kopfes und sind zu spitzen oder schabenden Organen umgewandelt.
Der Hinterleib (Abdomen) der Tiere besteht aus 10 Segmenten, wobei die ersten 7 Einzelsegmente noch Reste der ursprünglich an allen Segmenten vorhandenen Extremitäten tragen. Die Reste werden Styli genannt. Am letzten Segment befinden sich zwei sehr gut ausgebildete und meist fadenförmige Schwanzanhänge Cerci, die bei den Japygidae zu kräftigen, eingliedrigen Zangen umgebildet sind. Bei den Projapygidae und einigen weiteren Gruppen sind die Cerci sehr kurz und tasterförmig.

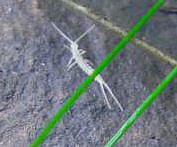
Diplura

## Fortpflanzung und Entwicklung
Die Spermien werden bei den Doppelschwänzen indirekt übertragen. Das Männchen setzt ein gestieltes Spermienpaket (Spermatophore) ab, welches von einem Weibchen aufgenommen wird. Die Eiablage erfolgt als Eiballen in kleinen Erdhöhlen, wobei diese bei einigen Vertretern der Campodeidae an einem Faden aufgehängt werden. Einige Arten der Japygidae bewachen die Eier und die Jungtiere (Brutpflege).

## Stellung der Doppelschwänze im phylogenetischen System
Die Stellung der Doppelschwänze innerhalb der Sechsfüßer ist nicht vollständig geklärt.
Die gängigste Einordnung der Doppelschwänze ist die innerhalb einer gemeinsamen Gruppe mit den Springschwänzen und Beintastlern als Sackkiefler (Entognatha). Als Begründung für diese Taxon-Bildung gilt die Mundtasche, in der die Mundwerkzeuge liegen und die bei allen drei Gruppen vorhanden ist. Diese Sackkiefler werden den Freikieflern (Ectognatha) oder Insekten als Schwestergruppe gegenübergestellt.
Nach einer alternativen Hypothese (Kukalová-Peck (1987)) könnten auch die Diplura allein als Schwestergruppe der Insekten angesehen werden, während ein gemeinsames Taxon namens Ellipura wiederum als Schwestergruppe dieser beiden Gruppen angesehen werden könnte. Als begründendes Merkmal wird hier die evolutionär unterschiedliche Anzahl der Beinteile angesehen, die mit den Unterleibsplatten des Hinterleibs verschmolzen sind. Dieses Merkmal und damit die Hypothese sind sehr umstritten.

## Systematik

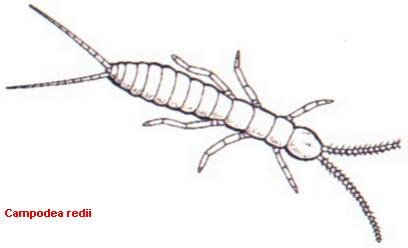
Zeichnung eines Campodea redii

Die Ordnung der Doppelschwänze gliedert sich in folgende Familien und Gattungen:
- Anajapygidae Bagnall, 1918
  - Anajapyx Silvestri, 1903
  - Paranajapyx Pagés, 1997
- Campodeidae Lubbock, 1873
  - Dies ist die artenreichste Familie mit über 50 Gattungen und zahlreichen Arten
- Dinjapygidae Womersley, 1939
  - Dinjapyx Silvestri, 1930
- Evalljapygidae
- Heterojapygidae
  - Heterojapyx Verhoeff, 1904
- Japygidae Haliday, 1864
  - Die Familie enthält mehr als 60 Gattungen und zahlreiche Arten
- Octostigmatidae Rusek, 1982
  - Octostigma Rusek, 1982
- Parajapygidae Womersley, 1939
  - Ectasjapyx Silvestri, 1929
  - Lacandonajapyx García-Gómez, 2009
  - Miojapyx Ewing, 1941
  - Parajapyx Silvestri, 1903
- Procampodeidae Silvestri, 1948
  - Procampodea Silvestri, 1905
- Projapygidae Cook, 1896
  - Biclavula San Martin, 1963
  - Pentacladiscus San Martin, 1963
  - Plioprojapyx Pierce, 1951
  - Projapyx Cook, 1899
  - Symphylurinus Silvestri, 1909
- Testajapygidae
  - Testajapys Kukalova-Peck, 1987

### Heimische Arten (Auswahl)
Von den weltweit mehr als 800 bekannten Arten kommen in Mitteleuropa über 50 und in Deutschland etwa 27 Arten vor.
- Campodeidae
  - Campodea augens Silvestri, 1936
  - Campodea basiliensis Wygodzinsky, 1941
  - Campodea chionea Rusek, 1966
  - Campodea ilixonis Denis, 1932
  - Campodea fragilis Meinert, 1865
  - Campodea franzi Conde, 1954
  - Campodea lankesteri Silvestri, 1912
  - Campodea lubbockii Silvestri, 1912
  - Campodea plusiochaeta Silvestri, 1912
  - Campodea remyi Denis, 1930
  - Campodea rhopalota Denis, 1930
  - Campodea silvestrii Bagnall, 1918
  - Campodea silvicola Wygodzinski, 1941
  - Campodea simulatrix Wygodzinski, 1941
  - Campodea staphylinus Westwood, 1842
  - Campodea taunica Marten, 1939
  - Campodea (Dicampa) boneti Silvestri, 1932
  - Campodea (Monocampa) denisi Wygodzinsky, 1941
  - Campodea (Monocampa) quilisi Silvestri, 1932
  - Plusiocampa dobati Conde, 1993
  - Plusiocampa exsulans Conde, 1947
- Japygidae[4]
  - Catajapyx aquilonaris (Silvestri, 1929)
  - Catajapyx confusus (Silvestri, 1929)
  - Dipljapyx humberti (Grassi, 1885)
  - Japyx solifugus Haliday, 1864
  - Metajapyx leruthi Silvestri, 1948
  - Protjapyx maior (Grassi, 1886)